# Helene Egelund
Helene Egelund (* 16. Februar 1965 in Dänemark) ist eine dänische Schauspielerin.

## Leben
Helene Egelund machte 1984 ihren Schulabschluss am Det frie Gymnasium in Kopenhagen. Da sie nach mehreren Absagen unterschiedlicher Schauspielschulen in Dänemark keine gewünschte Ausbildung fand, zog Egelund, die fließend schwedisch spricht, nach Schweden, wo sie sich nach einigen Jahren als Schauspielerin in einer Hauptrolle in dem Drama 1939 etablieren konnte. Einige Zeit tourte sie mit einer russischen Pantomimen- und Clownstruppe durch Europa.
Seit Anfang der 1990er ist sie wieder vermehrt beim Dänischen Film zu sehen. So spielte sie seitdem in über 30 Film- und Fernsehproduktionen mit, darunter in Serien wie Kommissarin Lund – Das Verbrechen und Protectors – Auf Leben und Tod und Filmen wie Der schöne Badetag und Zoomer: Kleine Spione – Große Geheimnisse.

## Filmografie (Auswahl)
- 1989: 1939
- 1991: Der schöne Badetag (Den store badedag)
- 1991: Superstau
- 1993: Schwarze Ernte (Sort høst)
- 2002: Unit One – Die Spezialisten (Rejseholdet, Fernsehserie, zwei Folgen)
- 2007: Kommissarin Lund – Das Verbrechen (Forbrydelsen, Fernsehserie, vier Folgen)
- 2009: Protectors – Auf Leben und Tod (Livvagterne, Fernsehserie, zwei Folgen)
- 2009: Zoomer: Kleine Spione – Große Geheimnisse (Zoomer)
- 2011: Unter anderen Umständen – Mord im Watt (Fernsehserie)